# Carterornis leucotis

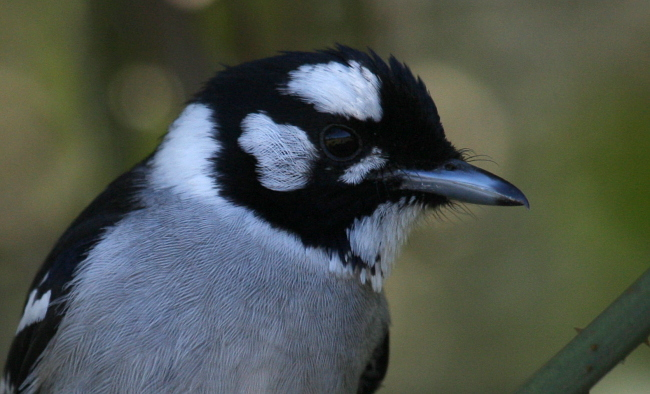
Detalle del característico patrón de su cabeza.

El monarca orejudo (Carterornis leucotis) es una especie de ave paseriforme de la familia Monarchidae endémica de Australia.

## Distribución y hábitat
Se encuentra únicamente en las regiones costeras del este de Australia. Su hábitat natural son los bosques bajos húmedos subtropicales o tropicales.